# ハワイ大学ウエストオアフ校
ハワイ大学ウエストオアフ校（はわいだいがくうえすとおあふこう、英語: University of Hawaiʻi—West Oʻahu）は、ハワイ州カポレイに本部を置くアメリカ合衆国の州立大学。1976年創立、1976年大学設置。大学の略称はUHWO。

## 概要
ハワイ大学システム（英語: University of Hawaiʻi System）を構成する大学の１つで、略称は、「UHWO」又は「UH West Oʻahu」。オアフ島内の大学でも数少ない学士号を取得できる高等教育機関としての役割を担っている。設立から2006年までは、編入生のみを受け入れる高等教育機関であったため比較的小規模な総合大学であったが、2007年から新入生を受け入れ開始。また、夜間や週末にも授業を開講している大学である。

## 組織
- Bachelor of Arts in Business Administration
  - （経営学、会計学、財政学、マネージメント、 マーケティング）
- Bachelor of Arts in Humanities
  - （クリエイティブメディア、英語、ハワイ太平洋学、歴史学、心理学）
- Bachelor of Arts in Public Administration
  - （災害防止危機管理、ヘルスケア管理、行政学、法政学）
- Bachelor of Arts in Social Sciences
  - （人類学、幼児教育、経済および財務、政治学、心理学、社会学）
- Bachelor of Education
  - （小学校教育、中等学校教育、高等学校教育）
- Bachelor of Applied Science
  - （コンピュータ・電子・ネットワーク技術、料理、情報セキュリティ、情報技術、呼吸管理）
- Certificates
  - （応用法医人類学、民主主義と社会正義、防災および緊急事態管理、医療経営管理、学際的環境研究、危機管理と保険、薬物乱用および中毒）
- Pathways and Partnerships
  - （Pre-Nursing Pathway and Partnership、Articulations）